# كارلينهوس (لاعب كرة قدم مواليد 1983)
كارلينهوس (بالبرتغالية: Carlos Henrique Carneiro Marinho‏) هو لاعب كرة قدم برازيلي في مركز ظهير ‏، ولد في 23 يونيو 1983 في ماسايو في البرازيل. لعب مع نادي أفاي ونادي بوتافوغو ونادي جوفنتودي ونادي فلومينينسي ونادي فيتوريا ونادي ناوتيكو.